# Joaquim Montserrat i Camps
Joaquim Montserrat i Camps   (Sabadell, 1932 - Sabadell, 17 d'abril de 2023) fou un pintor i dissenyador tèxtil català.

## Biografia

### Formació
Va iniciar els primers estudis de pintura a principis dels anys quaranta de la mà de Joan Vilatobà, entre 1944 i 1947, compaginant amb la formació en Peritatge Mercantil i els estudis a l'Acadèmia Baixas de Barcelona (1949). L’any 1953 va ingressar a l'Escola Industrial d’Arts i Oficis de Sabadell per estudiar ceràmica amb Josep Maria Brull i posteriorment va estudiar a l’Escola de Disseny Tèxtil de Barcelona i va obtenir els estudis de Professorat Mercantil. Als anys 1970, amb l'objectiu de poder dedicar-se a l'ensenyament del dibuix i de la pintura, es va llicenciar en Ciències de l'Educació.

### Trajectòria
Després d'haver-se donat a conèixer a les Setmanes del Jove que se celebraren a la seva ciutat entre 1953 i 1955, on va ser premiat, l'any 1957 va participar en una exposició col·lectiva a l'Acadèmia de Belles Arts de Sabadell i el 1959 va prendre part en el Quart Saló Biennal de Belles Arts organitzat per la mateixa entitat, que es presentava a la Caixa d'Estalvis de Sabadell.
L'any 1960 va presentar la seva primera exposició individual a la Sala d’Art Actual de Sabadell, de la qual n'havia estat un dels fundadors. Durant 1958 i 1959 va treballar molt junt amb Antoni Angle, i el 1960 van iniciar tots dos les primeres obres d'art d'acció pública a Sabadell, en la línia de l’action painting de Jackson Pollock, concretament el 14 d'agost de 1960, al passeig de la Plaça Major de Sabadell, que va consistir a pintar de manera espontània una tira de paper de 30 metres estesa a terra, de forma anònima, un sobre l'altre des d'un extrem a l'altre. Posteriorment van impulsar la creació del grup Gallot, que defensava experiències pictòriques en la línia que ells impulsaven. Amb aquest grup va participar en l'exposició que el mateix any es va fer a la Sala Mirador de Barcelona el 23 de setembre de 1960 i va col·laborar activament en la revista Riutort i a la Sala d’Art Actual. D’entre les accions del grup Gallot destaca la del 26 de setembre del 1960 a la plaça de Catalunya de Barcelona, on van repetir l’acció feta a Sabadell per Montserrat i Angle, aquesta vegada amb els components del grup.
Als anys 1970, Joaquim Montserrat va compaginar la pintura amb el disseny tèxtil, treballant entre d'altres per l'empresa Artèxtil. Va formar part del grup Taller de Sant Pau 17bis que, compost per Antoni Angle, Francesc Bernaldo i Gabriel Morvay, era un taller compartit en una casa de Sabadell que tenia com a objectiu oferir a la ciutat un espai de difusió artística.
Als anys vuitanta va reaparèixer amb una pintura difícilment classificable, i parcialment lligada a l'expressionisme o la nova figuració, i va presentar la seva obra en exposicions successives a Sabadell, que configuraven diferents sèries: Figuracions (1986), Realitats (1987), Objectes o la coneguda sèrie dels Lepidòpters, que l’any 1988 es va exhibir a la Sala Negre de Sabadell.
Durant la dècada dels noranta, aquests temes servirien de pretext per treballar la pintura des de la construcció del propi quadre, amb obres on els objectes eren els protagonistes. Les primeres exposicions d'aquesta sèrie d'objectes les va presentar a la Galeria Negre de Sabadell els anys 1990 i 1992, on també mostrava un conjunt d'obra dedicada als jardins de la Vall d'Horta.
Des del 2002 forma part del col·lectiu Zero Quadrat, format per la pintora Càndida Bracons, l'escriptora i poetessa Maite Mòdol i l'historiador de l'art Rossend Lozano, entre d'altres. El col·lectiu Zero Quadrat engloba persones relacionades amb el món artístic, artistes, escriptors i crítics que promouen la discussió i la creació artística.
L'any 2016, va ser autor, juntament amb la ceramista Maria Bosch, del guardó de la cinquena edició del Memorial Àlex Seglers i el Museu d'Art de Sabadell li va dedicar una exposició antològica.

## Obra
Joaquim Montserrat és considerat un dels artistes més destacats de la història de l’art sabadellenc de la segona meitat del segle xx.
El Museu d’Art de Sabadell conserva quinze obres seves, entre les quals destaquen fragments de l'obra que va dur a terme amb l'Antoni Angle al Passeig Manresa de Sabadell i l'obra que amb el grup Gallot va dur a terme a la plaça Catalunya de Barcelona.
També es poden trobar obres seves a les col·leccions del Banc de Sabadell, de la Caixa d'Estalvis de Sabadell i de l'Acadèmia de Belles Arts de Sabadell Fundació Privada.